# Миллс, Роберт (физик)
Роберт Лоуренс Миллс (15 апреля 1927 — 27 октября 1999) — американский физик, специализировался в области квантовой теории поля, теории сплавов и теории многих тел. Во время работы в Брукхейвенской национальной лаборатории в 1954 году Чжэньнин Янг и Миллс предложили тензорное уравнение для того, что сейчас называется полем Янга — Миллса. Уравнения Максвелла являются частным случаем теории Янга-Миллса.

## Биография
Миллс родился в Энглвуде, Нью-Джерси в семье статистика Фредерика Миллса.
Окончил школу Джордж в Пенсильвании. Он учился в Колумбийском колледже с 1944 по 1948 год, после чего получил степень магистра в Кембридже и степень доктора философии по физике в Колумбийском университете в 1955 году. После года в Институте перспективных исследований в Принстоне, Нью-Джерси, Миллс стал профессором физики в Университете штата Огайо в 1956 году. Он оставался в этом университете до окончания карьеры в 1995 году.
Роберт Миллс был женат на Элис Экли с 1948 года. Дети: сыновья Эдуард и Джонатан и дочери Кэтрин, Сьюзен и Дороти.
Миллс и Янг были в 1980 году награждены премией Румфорда от Американской академии искусств и наук за «развитие обобщённой калибровочно-инвариантной теории поля в 1954 году».
После ухода из Университета штата Огайо Роберт Миллс читал лекции в качестве стипендиата Фулбрайта в колледже Святого Патрика, Ирландия.
Умер от рака простаты.